# Świat Zabawek
Świat Zabawek – pierwsze polskie pismo branży zabawkarskiej powstałe w 1996 roku. Na łamach magazynu prezentowane są nowości produktowe w takich kategoriach jak: zabawki, gry planszowe i książki dla dzieci. Pismo skierowane jest do osób, które zajmują się produkcją i sprzedażą gier i zabawek. W roku 2016 tytuł magazynu został zmieniony na „Świat Zabawek Gier Planszowych i Książek”, aby odzwierciedlać treści w nim prezentowane. 
Od 2010 roku treści prezentowane w magazynie są uzupełniane na portalu swiatzabawek.net. Od 2019 roku Czytelnicy i fani magazynu wybierają najciekawsze gry i zabawki w autorskim plebiscycie Perełki. Tytuł jest zarejestrowany pod numerem ISSN 1427-2334. Na stałe współpracuje z Komitetem Ochrony Praw Dziecka. Magazyn jest partnerem konkursu Świat Przyjazny Dziecku oraz Zabawka Roku. Członek ITMA (International Toy Magazine Association). Obecnie ukazuje się 9 razy w roku. Dystrybuowane jest na terenie całego kraju, jak również na wybranych targach zagranicznych takich jak Spielwarenmesse w Norymberdze.
Pismo wydawane przez wydawnictwo UNIT.